# عمر خيري
عمر عبد الله خيري (1939–1999) المعروف أيضًا باسم جورج إدوارد سكونكور، هو فنان ورسام سوداني.

## عاش جزءاً كبيراً من حياته بالخرطوم بحري المؤسسة، بالمنزل المقابل الصيدلية الهلالي حالياً (من الناحية الغربية) وهو منزل الأسرة الكبيرة التي كانت تضم أشقائه يوسف وكامل وزينب وهدى محاسن وآمنة. (وهي شاعرة غنائية تغنى لها عديد من كبار الفنانين مثل كمال ترباس ومحمود على الحاج ومحمد ميرغني والشيخ شمبات)، وامتدت تلك الفترة من بداية السبعينات 1972 وحتى ١٩٩٠ حيث انتقلت الأسرة للإقامة من بحري إلى الخرطوم الرياض شارع المشتل.

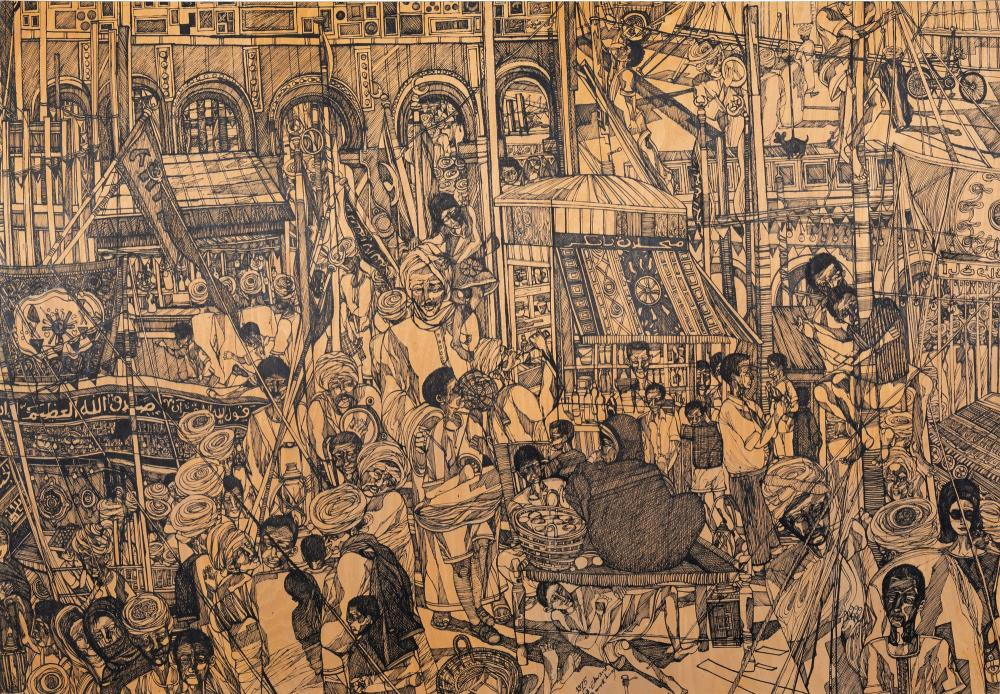
عمر خيري، بلا عنوان (مشهد السوق)، 1975

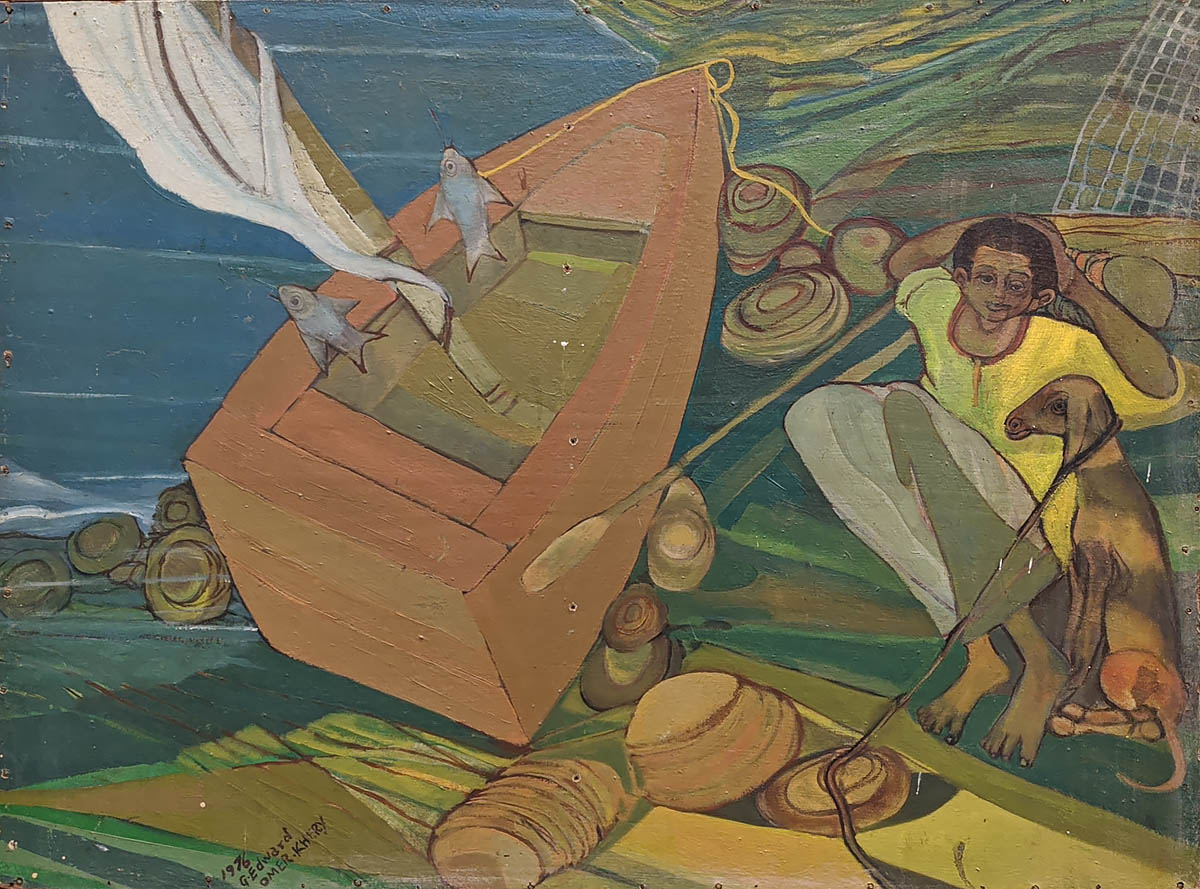
عمر خيري، الصياد (1976)، ضمن مجموعة مؤسسة بارجيل للفنون.

ولد عمر خيري في أم درمان بالسودان عام 1939. وهو أصغر إخوانه السبعة لعبد الله خيري وفاطمة الحاج محمد، الذين كانوا يعيشون في حي العباسية في أم درمان. التحق بمدرسة العباسية الابتدائية عام 1947، تعلم الرسم والحفر وإنتاج الأعمال اليدوية من الطين. متأثراً بأخيه الأكبر عبد العزيز الذي كان فناناً، أصبح مهتماً بالرسم، وركز بشكل خاص على الصور والحيوانات، التي أدرجها في مشاهده المتحركة للمدينة السودانية. درس الفن في المدرسة الثانوية في الخرطوم بوليتكنك عام 1957 ثم تدرب في كلية الخرطوم للفنون وركز على فن الرسم.
بعد أن فقد والده في سن مبكرة، كان عمر قريبًا من والدته. في عام 1963، بعد وفاة والدته، أصيب بانهيار عصبي وسافر إلى القاهرة، مصر لتلقي العلاج النفسي. عند عودته إلى السودان، كتب سيرة سكونكور (1972) التي تحكي قصة حياة رجل إنجليزي خيالي أشار إليه باسم جورج إدوارد سكونكور. منذ تلك اللحظة بدأ يوقع على أعماله بالتبادل باسم عمر خيري وجورج إدوارد سكونكور، ومن المحتمل أنه كان يعتبر نفسه كلا الشخصين.